# Juan de la Cruz Mourgeon y Achet

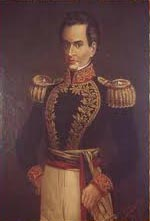
Juan de la Cruz Mourgeon

Juan de la Cruz Mourgeon y Achet (* 1766 in Sevilla, Spanien; † 1822 in Quito, heute Ecuador) war ein spanischer Offizier und Kolonialverwalter, der als Generalkapitän von Neugranada amtierte und letzter Anwärter auf das Amt des Vizekönigs dort war.

## Leben

### Herkunft und Militärkarriere
1790 trat Juan de la Cruz Mourgeon als Soldat in den Dienst der königlich spanischen Armee. Er diente im Ersten Koalitionskrieg gegen das revolutionäre Frankreich. Bei Kämpfen im Roussillon und in Katalonien wurde er mehrfach verletzt und stieg 1795 zum Leutnant auf. 1798 wurde er zum Major befördert und kämpfte anschließend in Portugal. 1801 versetzte man ihn in seine Heimat Andalusien zum Kampf gegen Schmuggler und Verbrecher.
1804 sollte er als Sargento Mayor in die damals spanische Provinz Texas gehen. Er lehnte dies allerdings ab, die Gründe dafür sind nicht bekannt. Die Ablehnung wurde von Manuel de Godoy nicht anerkannt, und Cruz musste sich wegen Befehlsverweigerung vor einem Militärgericht verantworten. Erst auf seinen Widerruf hin wurde er im April 1805 wieder freigelassen.

### Einsatz im napoleonischen Krieg
1808 versuchte Napoleon Bonaparte, seinen Bruder Joseph Bonaparte als König von Spanien zu inthronisieren. König
Ferdinand VII. wurde von den Franzosen gefangen gehalten, und in Spanien wuchs der Widerstand, der in den napoleonischen Krieg mündete.
Als Oberstleutnant wurde Juan de la Cruz dem Schützenbataillon von Cádiz zugewiesen. Er kämpfte im Juli 1808 bei der Schlacht bei Bailén und wurde bald darauf zum Obersten befördert. Im Oktober verteidigte er Lerín in Navarra gegen die Franzosen. Dabei geriet er in französische Gefangenschaft. Bald gelang ihm die Flucht aus Frankreich, und er erreichte Cádiz, wo er im Juli 1810 zum Brigadegeneral befördert wurde.
In der Folgezeit kam er in Moguer, bei Gibraltar und bei der Verteidigung von Cádiz zum Einsatz. Nach der Schlacht von La Albuera wurde er zum Feldmarschall ernannt. Er unterstützte den General Francisco Ballesteros in Gibraltar gegen die Franzosen. Der Regierungsrat ernannte ihn daraufhin zum Generalkommandanten von Asturien. Im August 1812 eroberten die Spanier unter seinem Befehl seine Heimatstadt Sevilla von den Franzosen unter Nicolas Jean-de-Dieu Soult zurück und schworen dort auf die neue Verfassung von Cádiz.
Mit der Vertreibung der Franzosen wurde de la Cruz zum Generalkommandanten des Reserveheeres ernannt und mit zahlreichen Ehrungen bedacht. So erhielt das Großkreuz des Ferdinandsordens und den Orden des heiligen Hermenegild.

### Amtszeit in Neugranada
In Südamerika war nach dem Sieg der Unabhängigkeitsbewegung in der Schlacht von Boyacá im August 1819 der Vizekönig Juan de Sámano nach Panama geflohen. Das Vizekönigreich Neugranada befand sich weitgehend in den Händen der Unabhängigkeitsbewegung; die Royalisten hielten nur noch wenige Städte.
Juan de la Cruz wurde vom Hof in Madrid zum Generalkapitän und Präsidenten von Quito ernannt, mit dem Auftrag, die Kolonie für die Spanier zurückzuerobern. Wenn zwei Drittel des Landes wieder unter spanischer Kontrolle wären, sollte er auch den Titel des Vizekönigs führen dürfen.
Für einen militärischen Erfolg fehlten freilich alle erforderlichen Mittel. Cruz landete im August 1821 in Chagres und gelangte mit einem kleinen Expeditionsheer nach Quito. Er schlug vor, alle Sklaven zu befreien im Austausch für den Einsatz in der königlichen Miliz.
Anfang 1822 gab er in einem Brief an den Führer der Befreiungsbewegung, Simón Bolívar, das Scheitern der royalistischen Sache zu. Im April 1822 starb er in Quito. Mit ihm endeten die Versuche der Spanier, die Kolonialherrschaft in Südamerika zu erhalten.